# Bébé nègre
Bébé nègre és una pel·lícula muda francès dirigida per Louis Feuillade i estrenada el 1911.
Aquesta pel·lícula forma part de la sèrie Bébé.

## Sinopsi
Bebè treballa enllustrant sabates i decideix pintar-se de negre quan s'assabenta que una dama de l'alta societat vol adoptar un nen negre.

## Repartiment
- René Dary : Bébé
- Renée Carl : la dama